# Kondorfa
Kondorfa is een plaats (község) en gemeente in het Hongaarse comitaat Vas. Kondorfa telt 642 inwoners (2001).

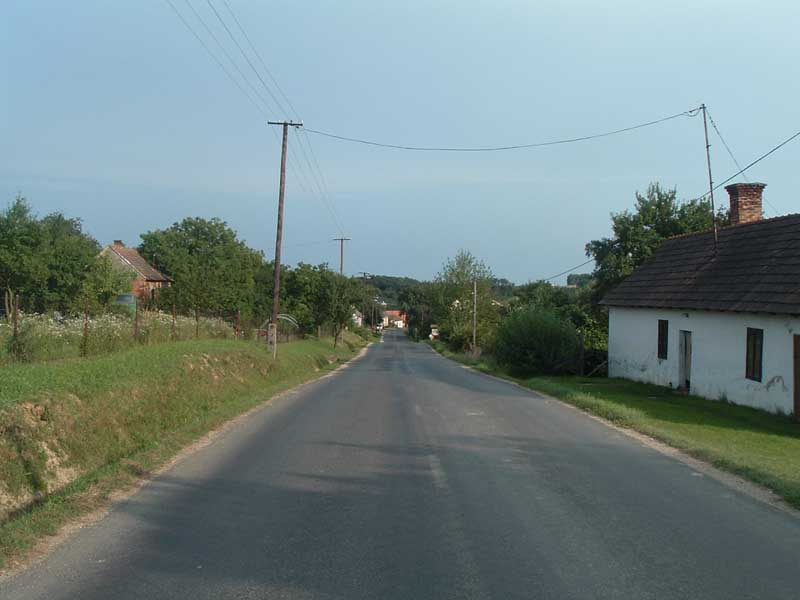
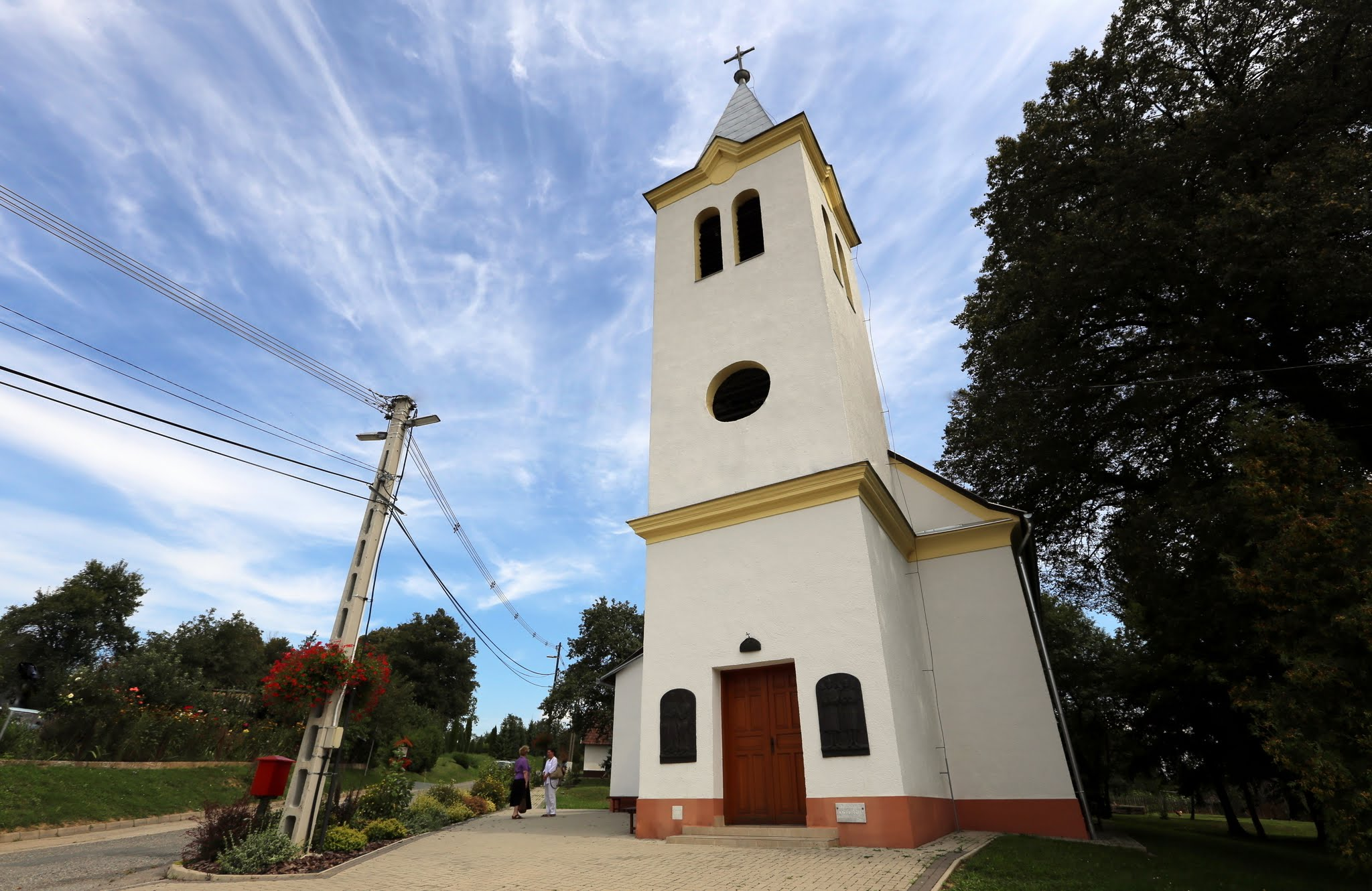